# La meva sogra és una fera (obra)
La meva sogra és una fera, el nom de la qual en l'idioma original francès és Le Compartiment des dames seules, és una obra de teatre en tres actes escrita per Maurice Hennequin i Alberto Mitchel que es va representar per primera vegada al Théâtre du Palais-Royal de París el 27 de novembre de 1917.

## Personatges
- Robert de Merinville
- Monicourt
- Le Petit-Boncin
- Fermín
- El Marqués
- Augusto
- Herminia Monicourt
- Nicole de Merinville
- Isabel de Ballancourt
- Dona de Le Petit-Boncin
- Mariette
- Sra. Ladurel
- Sra. Lebrunois
- Sofía
- Sra. Dupontin
- Sra. Meridol

## Sinopsi
Una senyora la filla de la qual acaba de casar-se tracta que el matrimoni no es consumeixi, per a això es val d'una aventura que el seu gendre va tenir amb una desconeguda per fer-li creure que la seva recent esposa és, en realitat, filla seva.